# Saint-Jean-du-Corail-des-Bois
Saint-Jean-du-Corail-des-Bois é uma comuna francesa na região administrativa da Normandia, no departamento Mancha. Estende-se por uma área de 3,7 km². Em 2010 a comuna tinha 78 habitantes (densidade: 21,1 hab./km²).